# United Airlines
«United Airlines» — американская авиакомпания, одна из крупнейших в США и в мире. После слияния с авиакомпанией «Continental Airlines», официально завершённого 1 октября 2010 года, «United Airlines» стала крупнейшим авиаперевозчиком в мире. Также является одним из основателей «Star Alliance».

## История
Авиакомпания основана в 1926 году под названием «Boeing Air Transport». United Airlines была первой авиакомпанией, которая начала предлагать пассажирам коммерческих рейсов питание, для чего, также впервые в мире, ввела на своих самолётах должность стюардессы. Первой стюардессой была Эллен Черч.
Авиакомпания стала также первой в мире, самолёт которой стал жертвой террористического акта. 11 октября 1933 года принадлежащий компании Boeing 247 взорвался в воздухе и упал на территории штата Индиана. Погибли все 7 человек, находившиеся на борту. Расследованием установлено, что крушение стало результатом взрыва бомбы, находившейся в багаже самолёта. Причины и виновники инцидента выявлены не были.
11 сентября 2001 года террористами были захвачены 2 самолёта авиакомпании. Боинг 767 рейса 175 был направлен ими в южную башню Всемирного торгового центра (ВТЦ) , Боинг 757 рейса 93 потерпел катастрофу в Пенсильвании.
По состоянию на июль 2018 года в авиакомпании работало 86 000 человек, в пользовании у неё было 757 самолётов.

## Скандалы
11 апреля 2017 года компания оказалась в центре скандала, связанного с насильным снятием пассажира с рейса 3411, который отправлялся из Чикаго в Луисвилл вечером 9 апреля. Вследствие овербукинга места не хватило сотрудникам авиакомпании и потребовалось высадить четырёх пассажиров. Сначала им предлагали по 400 долларов компенсации, но никто не согласился. Потом случайным образом были выбраны четыре пассажира, и им уже полагалось по 800 долларов. Первые два пассажира покинули самолёт без проблем, но третьим оказался врач, и он отказался сходить с рейса, так как его ждали его пациенты. Прибывшие сотрудники в форме полиции выволокли его по полу силой и разбили лицо, чем вызвали ажиотаж в американских СМИ. Сразу после публикаций о происшествии в СМИ компания стала терять в стоимости своих акций. К концу торгового дня компания потеряла 682 миллиона долларов.

## Флот
В июне 2025 года года воздушный флот авиакомпании United Airlines составляли следующие самолёты:
| Самолёт           | В эксплуатации | Заказано | Места*           | Места*           | Места*           | Места*           | Места*           | Места*           | Примечания                                                              |
| Самолёт           | В эксплуатации | Заказано | J                | F                | W                | Y+               | Y                | Всего            | Примечания                                                              |
| ----------------- | -------------- | -------- | ---------------- | ---------------- | ---------------- | ---------------- | ---------------- | ---------------- | ----------------------------------------------------------------------- |
| Airbus A319-100   | 81             | —        | —                | 12               | —                | 36               | 78               | 126              | Более старые 21 самолёт будут списаны.                                  |
| Airbus A320-200   | 76             | —        | —                | 12               | —                | 42               | 96               | 150              | Более старые 21 самолёт будут списаны.                                  |
| Airbus A321neo    | 38             | 164      | —                | 20               | —                | 57               | 133              | 200              | Поставки вплоть до 2032 года.                                           |
| Airbus A321XLR    | 0              | 50       | Будет объявлено. | Будет объявлено. | Будет объявлено. | Будет объявлено. | Будет объявлено. | Будет объявлено. | Поставки с 2026 года. На замену Boeing 757-200.                         |
| Airbus A350-900   | 0              | 45       | Будет объявлено. | Будет объявлено. | Будет объявлено. | Будет объявлено. | Будет объявлено. | Будет объявлено. | Поставки с ~2030 года. Частично на замену Boeing 777-200ER.             |
| Boeing 737-700    | 40             | —        | —                | 12               | —                | 36               | 78               | 126              |                                                                         |
| Boeing 737-800    | 141            | —        | —                | 16               | —                | 48               | 102              | 166              |                                                                         |
| Boeing 737-800    | 141            | —        | —                | 16               | —                | 42               | 108              | 166              |                                                                         |
| Boeing 737-800    | 141            | —        | —                | 16               | —                | 54               | 96               | 166              |                                                                         |
| Boeing 737-900    | 12             | —        | —                | 20               | —                | 45               | 114              | 179              |                                                                         |
| Boeing 737-900ER  | 136            | —        | —                | 20               | —                | 45               | 114              | 179              |                                                                         |
| Boeing 737-900ER  | 136            | —        | —                | 20               | —                | 42               | 117              | 179              |                                                                         |
| Boeing 737-900ER  | 136            | —        | —                | 20               | —                | 39               | 120              | 179              |                                                                         |
| Boeing 737 MAX 8  | 123            | ---      | —                | 16               | —                | 54               | 96               | 166              |                                                                         |
| Boeing 737 MAX 9  | 103            | 120      | —                | 20               | —                | 45               | 114              | 179              | Крупнейший оператор.                                                    |
| Boeing 737 MAX 10 | —              | 167      | —                | 20               | —                | 64               | 105              | 189              | Стартовый заказчик; поставки отложены из-за проблем с испытаниями.      |
| Boeing 737 MAX 10 | —              | 167      | 22               | —                | —                | 45               | 96               | 163              | Стартовый заказчик; поставки отложены из-за проблем с испытаниями.      |
| Boeing 757-200    | 39             | —        | 16               | —                | —                | 42               | 118              | 176              | Будет заменён на Airbus A321XLR.                                        |
| Boeing 757-300    | 21             | —        | —                | 24               | —                | 54               | 156              | 234              | Крупнейший оператор.                                                    |
| Boeing 767-300ER  | 37             | —        | —                | 30               | —                | 24               | 113              | 199              | К 2030 году будут заменены на Boeing 787.                               |
| Boeing 767-300ER  | 37             | —        | —                | 46               | —                | 22               | 56               | 167              | К 2030 году будут заменены на Boeing 787.                               |
| Boeing 767-400ER  | 16             | —        | 34               | —                | 24               | 48               | 125              | 231              | К 2030 году будут заменены на Boeing 787.                               |
| Boeing 777-200    | 19             | —        | —                | 28               | —                | 102              | 234              | 364              | Стартовый заказчик и крупнейший оператор. Будут заменены на Boeing 787. |
| Boeing 777-200ER  | 55             | —        | 50               | —                | 24               | 46               | 156              | 276              | Будут заменены на Boeing 787.                                           |
| Boeing 777-200ER  | 55             | —        | —                | 32               | —                | 124              | 206              | 362              | Будут заменены на Airbus A350.                                          |
| Boeing 777-300ER  | 22             | —        | 60               | —                | 24               | 62               | 204              | 350              |                                                                         |
| Boeing 787-8      | 12             | —        | 28               | —                | 21               | 36               | 158              | 243              | Ещё 50 опциональных заказов. На замену Boeing 767 и 777.                |
| Boeing 787-9      | 45             | 143      | 48               | —                | 21               | 39               | 149              | 257              | Ещё 50 опциональных заказов. На замену Boeing 767 и 777.                |
| Boeing 787-9      | 45             | 143      | 64               | —                | 35               | 33               | 90               | 222              | Ещё 50 опциональных заказов. На замену Boeing 767 и 777.                |
| Boeing 787-10     | 21             | ---      | 44               | —                | 21               | 54               | 199              | 318              | Ещё 50 опциональных заказов. На замену Boeing 767 и 777.                |
| Всего             | 1037           | 689      |                  |                  |                  |                  |                  |                  |                                                                         |

* J - "Polaris Business", F - "United First" (на внутренних линиях), W - "United Premium Plus", Y+ - "Economy Plus", Y - "Economy class".

### Выведенные из эксплуатации
| Самолёт                  | Год вывода из эксплуатации | Заменён на              | Комментарии                                                         |
| ------------------------ | -------------------------- | ----------------------- | ------------------------------------------------------------------- |
| Boeing 80A               | 1934                       |                         | Первый заказчик                                                     |
| Boeing 40A               | 1937                       |                         | Первый заказчик                                                     |
| Boeing 247               | 1942                       |                         | Первый заказчик, Все 59 из базовой модели были построены для United |
| Ford Trimotor            |                            |                         |                                                                     |
| British Aircraft Swallow |                            |                         |                                                                     |
| Curtiss JN-4D (Jenny)    |                            |                         |                                                                     |
| Douglas DC-3             |                            |                         |                                                                     |
| Boeing 377               | 1954                       |                         |                                                                     |
| Douglas DC-7             | 1964                       |                         |                                                                     |
| Convair 340              | 1968                       |                         |                                                                     |
| Vickers Viscount         | 1969                       |                         |                                                                     |
| Douglas DC-6             | 1970                       |                         |                                                                     |
| Sud Aviation Caravelle   | 1970                       | Boeing 737-200          |                                                                     |
| Lockheed L-1011 TriStar  | 1989                       | McDonnell Douglas DC-10 | Куплен у Pan Am; продан Дельте                                      |
| Boeing 720               | 1976                       | Boeing 727              |                                                                     |
| Douglas DC-8             | 1992                       | Boeing 757-200          | Первый заказчик, Крупнейший в мире оператор DC-8                    |
| Boeing 727-100           | 1993                       | Boeing 737-500          | Первый заказчик                                                     |
| Boeing 747SP             | 1995                       | Boeing 747-400          | Куплен у Pan Am                                                     |
| Boeing 747-100           | 1999                       | Boeing 777-200/200ER    |                                                                     |
| McDonnell Douglas DC-10  | 2001                       | Boeing 777-200/200ER    | Первый заказчик (вместе с American Airlines)                        |
| Boeing 747-200           | 2001                       | Boeing 747-400          |                                                                     |
| Boeing 727-200           | 2001                       | Семейство А320          | Первый заказчик                                                     |
| Boeing 737-200           | 2001                       | Семейство А320          | Первый заказчик                                                     |
| Boeing 767-200           | 2005                       | Boeing 767-300ER        | Первый заказчик                                                     |
| Boeing 737-300           | 2009                       |                         | Может быть заменён C-серией самолётов Bombardier или Embraer        |
| Boeing 737-500           | 2009                       |                         | Может быть заменён C-серией самолётов Bombardier или Embraer        |

### Галерея флота

Наведите курсор на каждую фотографию, чтобы просмотреть метки
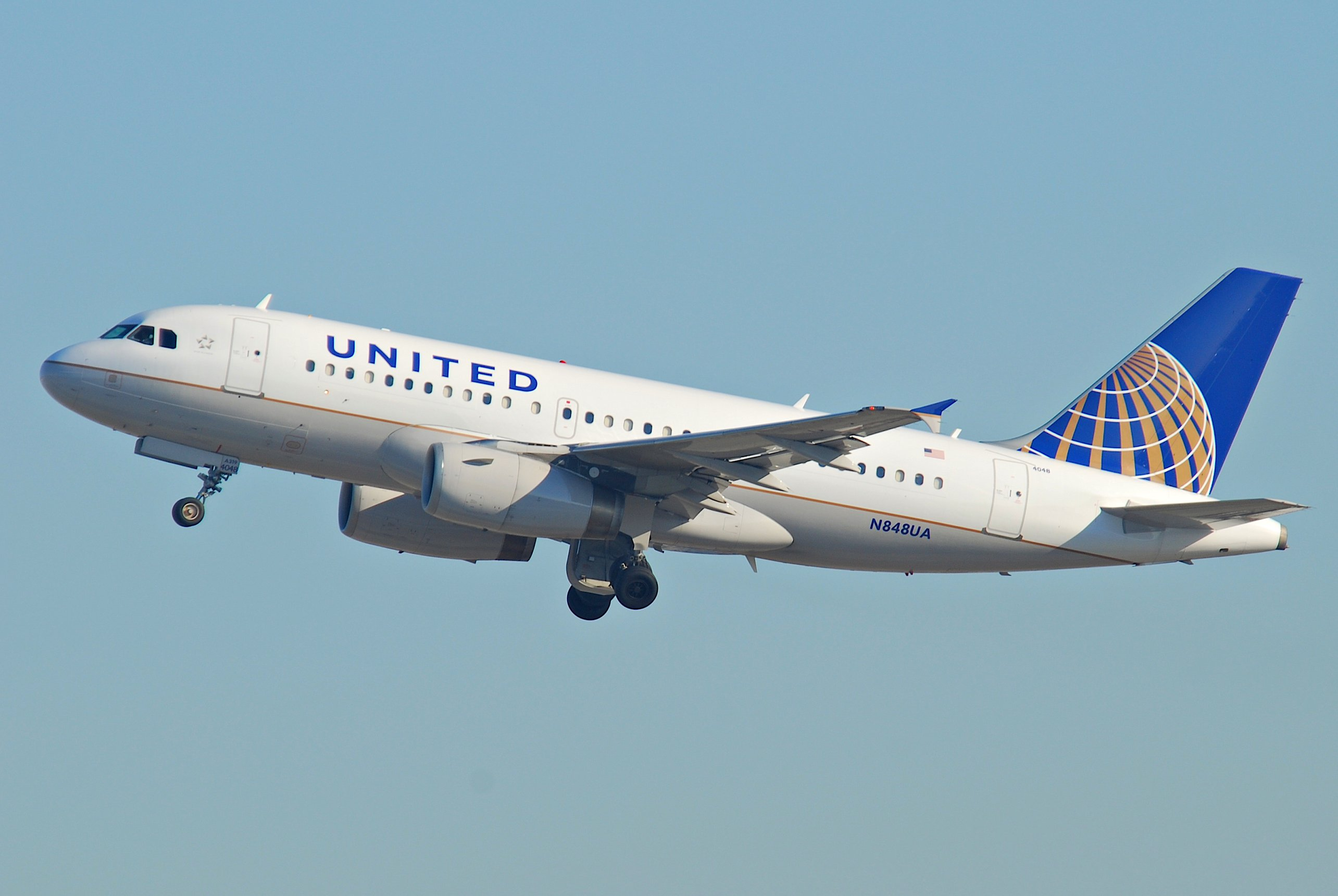
Airbus A319-100
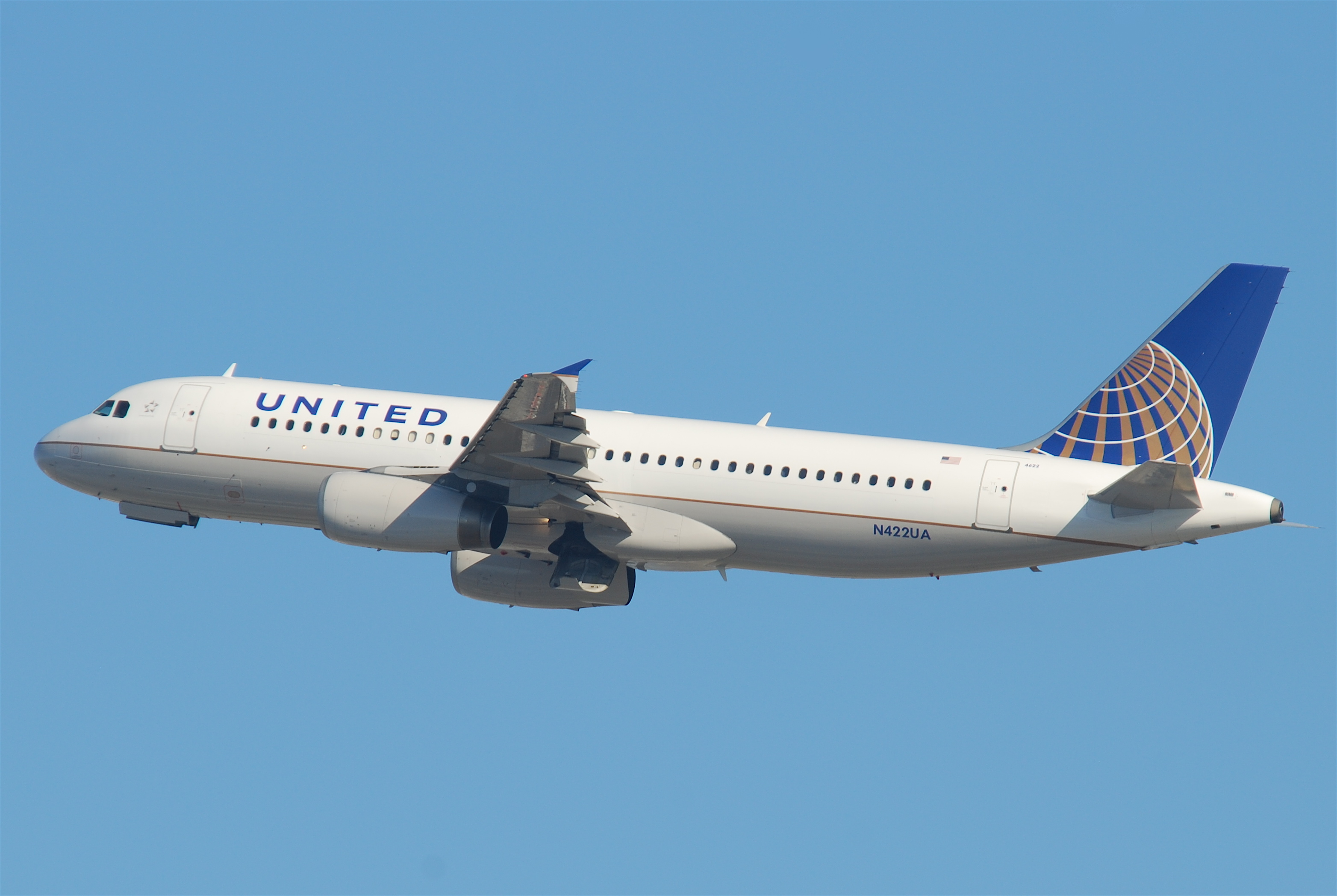
Airbus A320-200
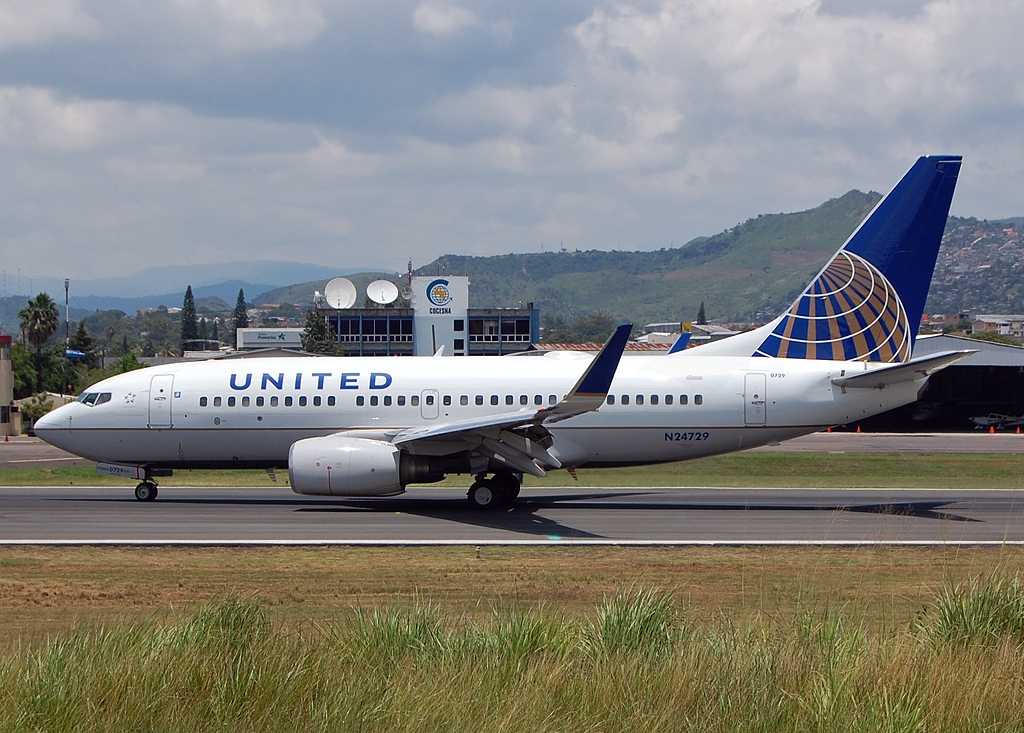
Boeing 737-700
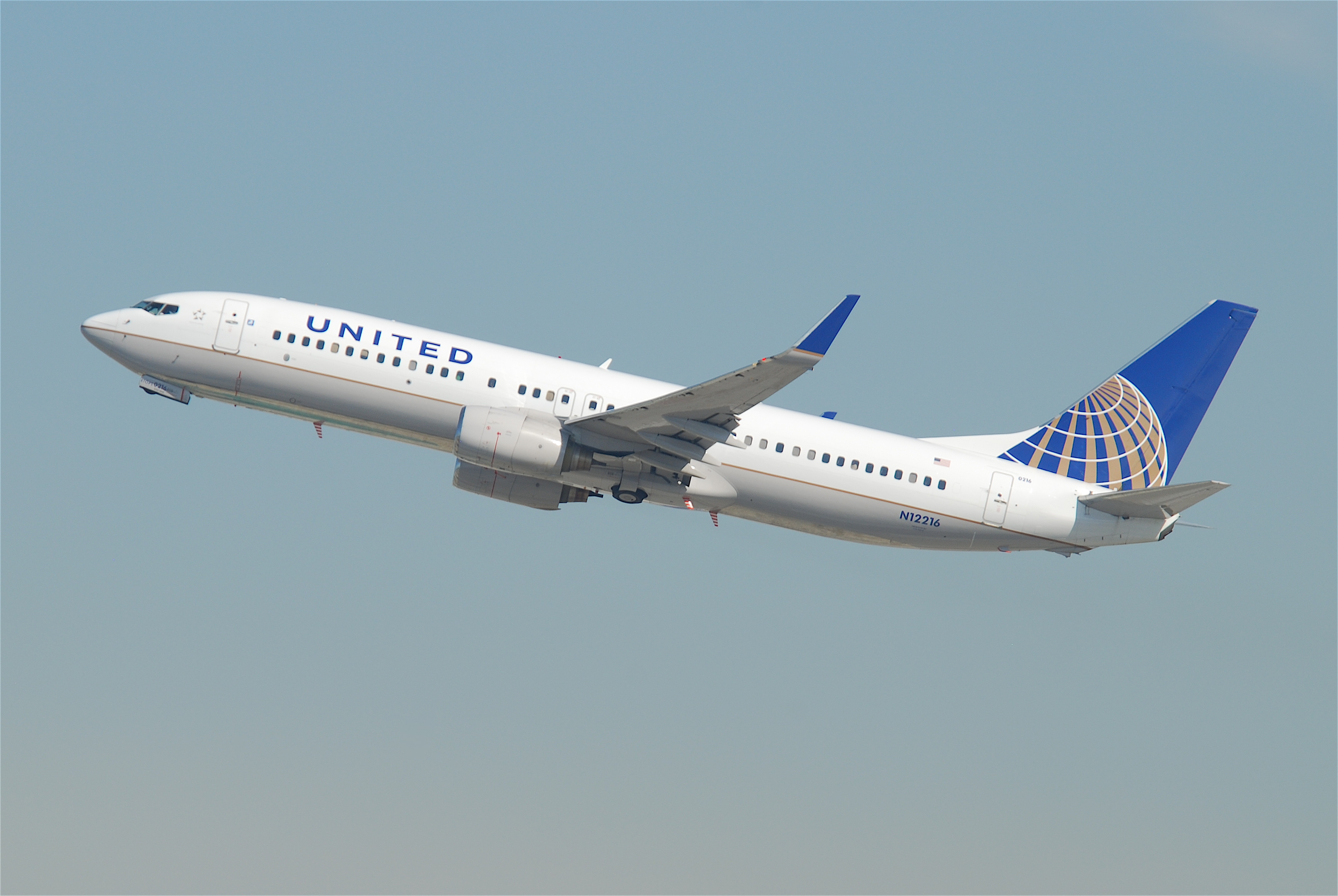
Boeing 737-800
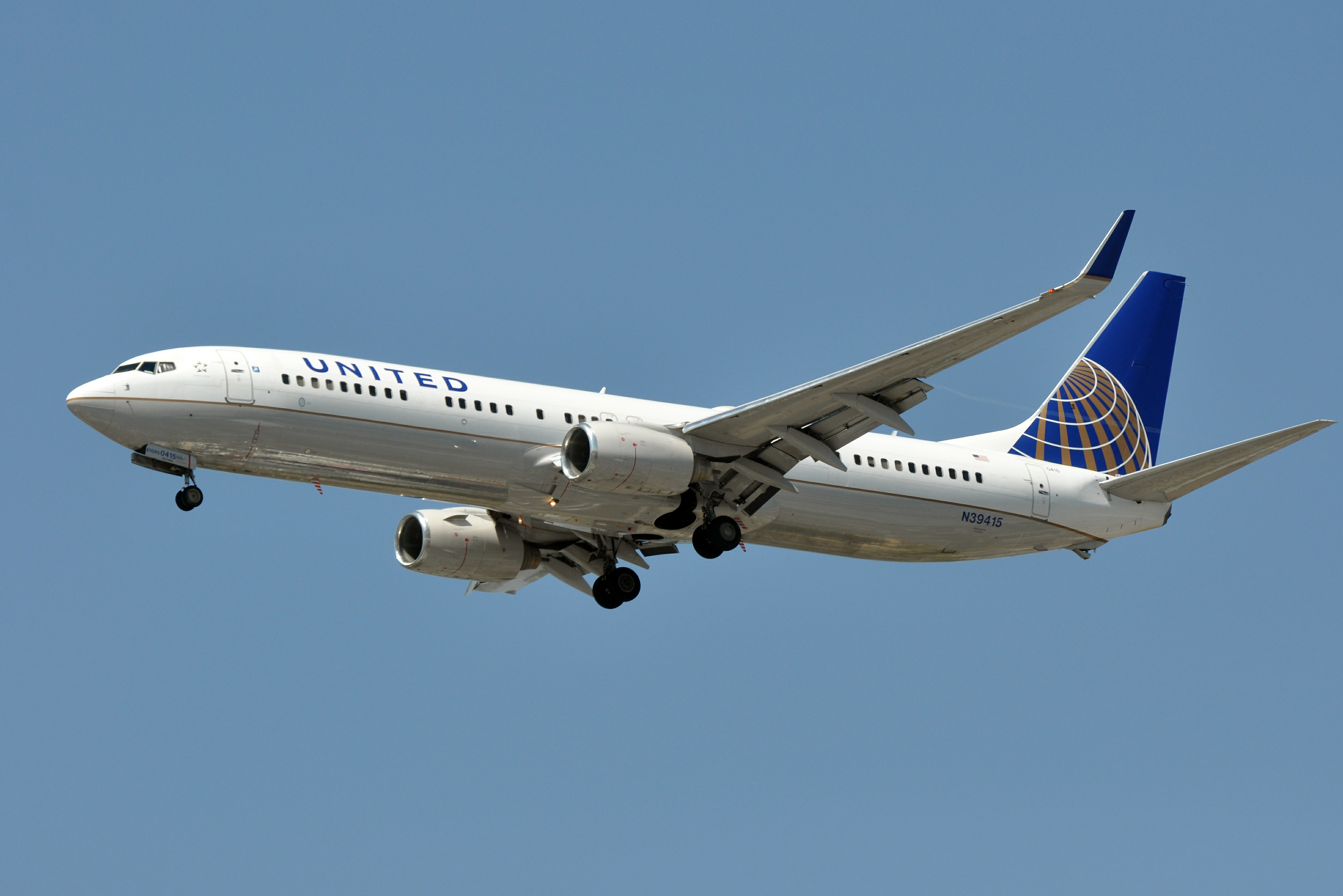
Boeing 737-900
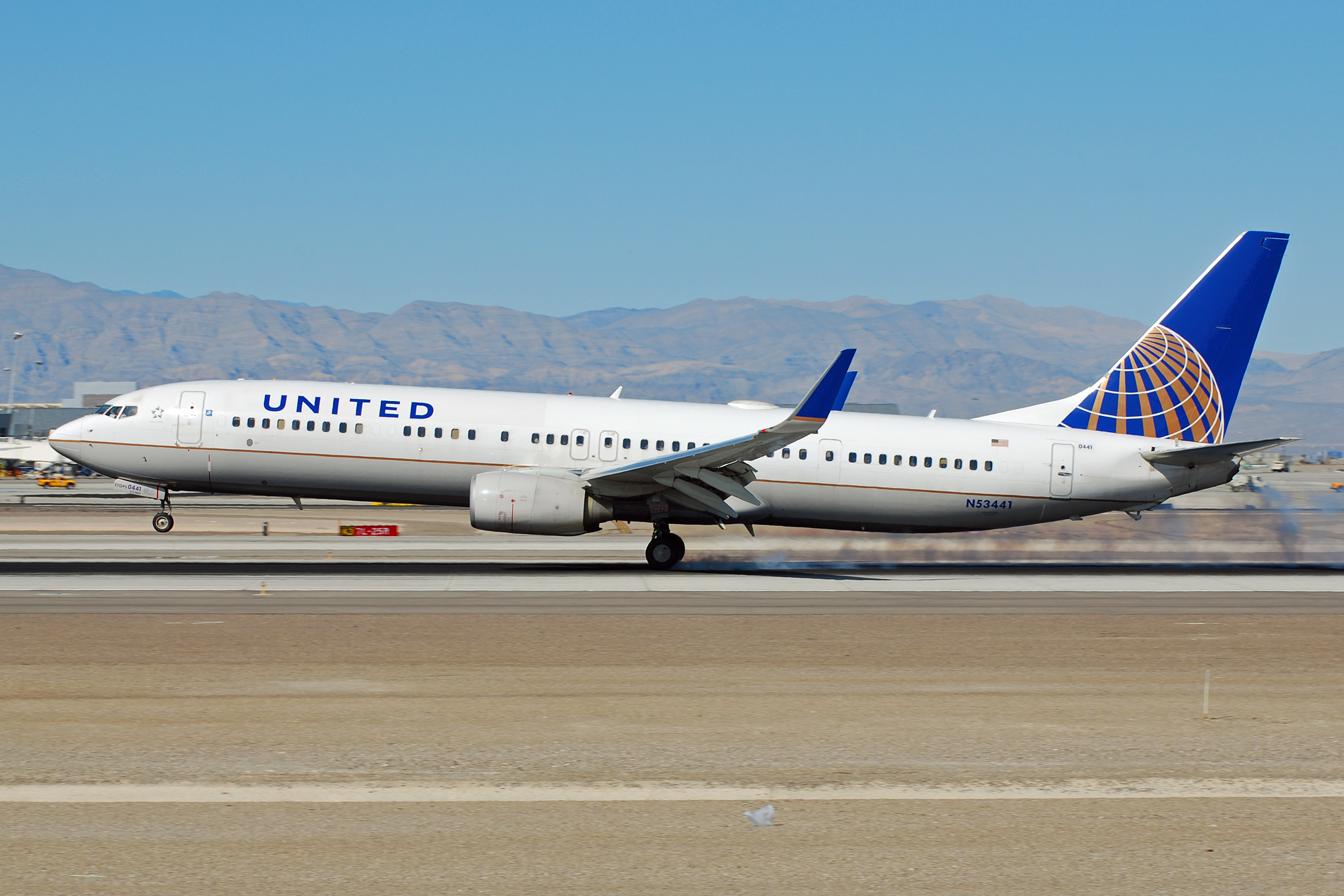
Boeing 737-900ER
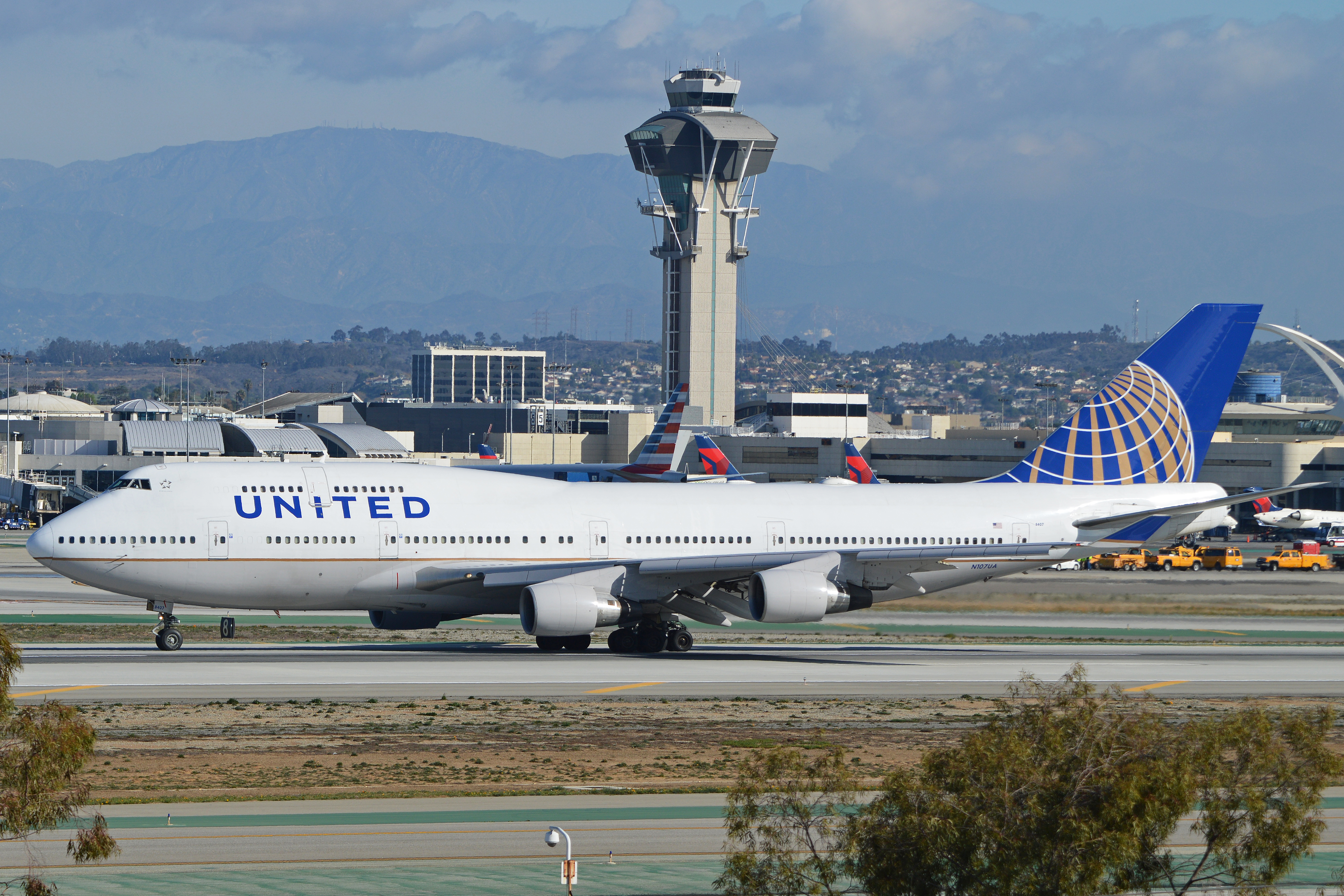
Boeing 747-400
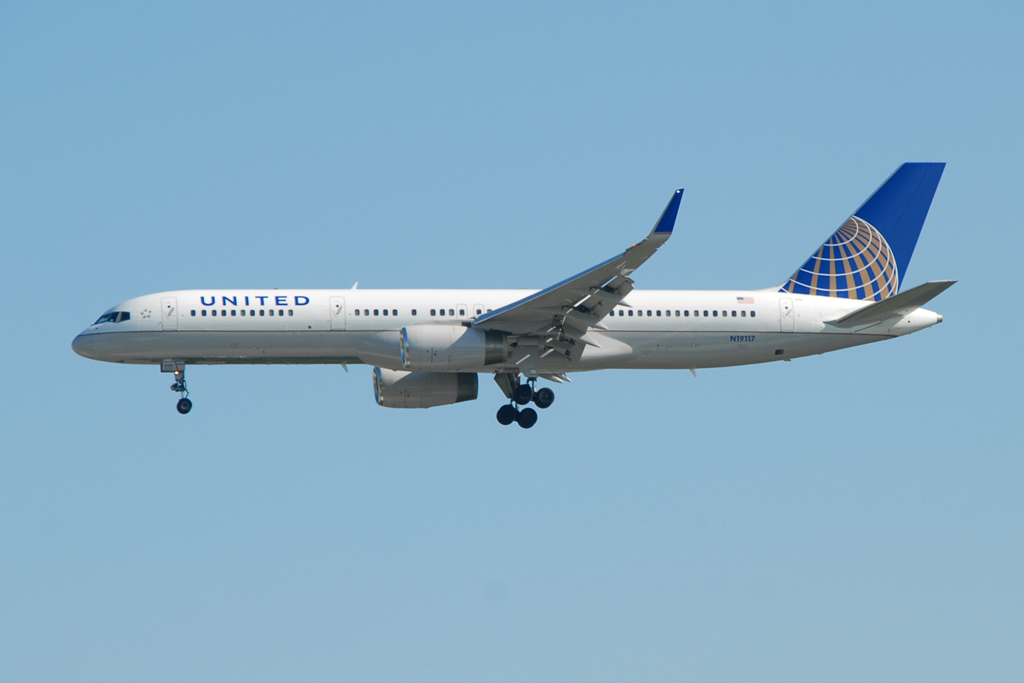
Boeing 757-200
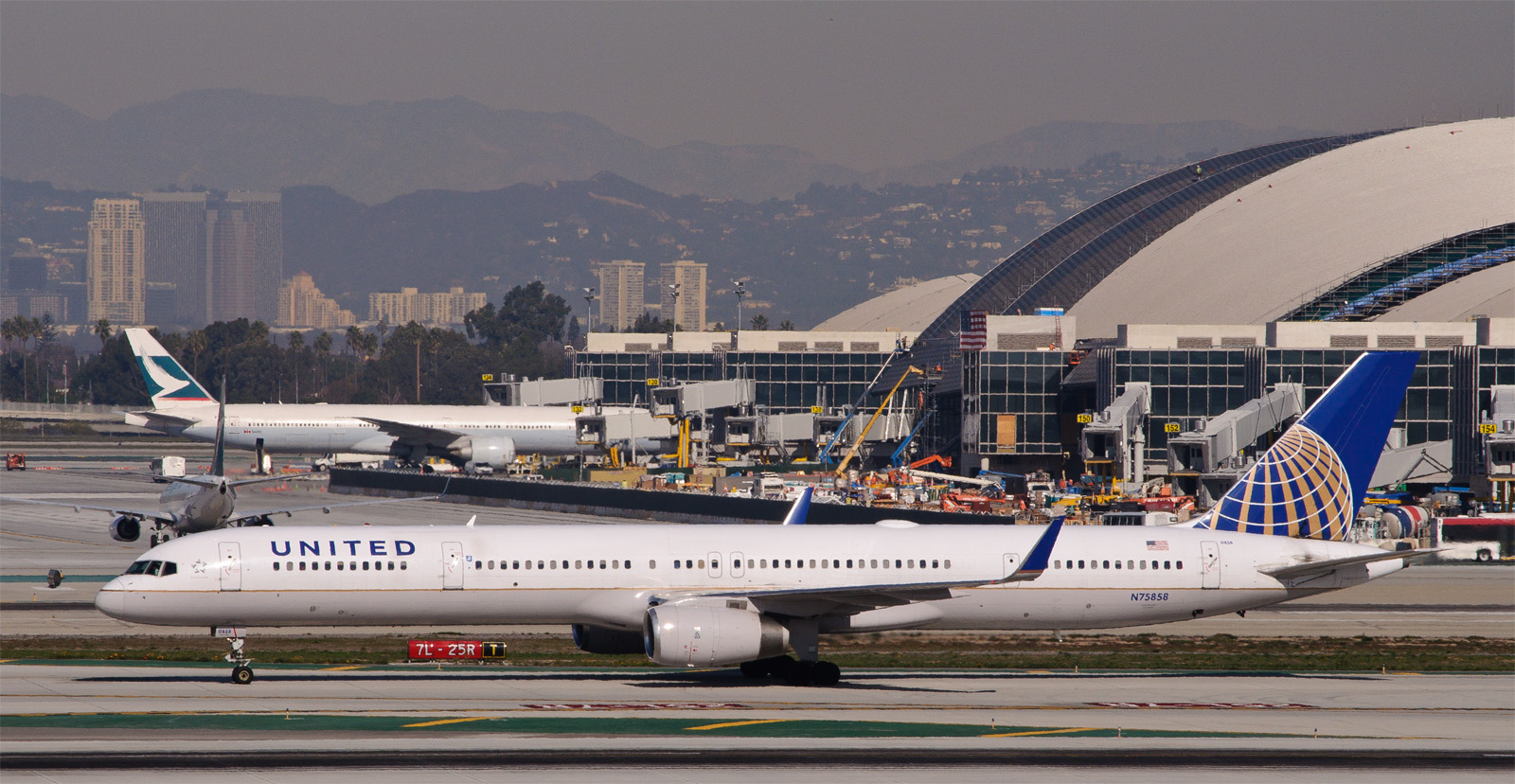
Boeing 757-300
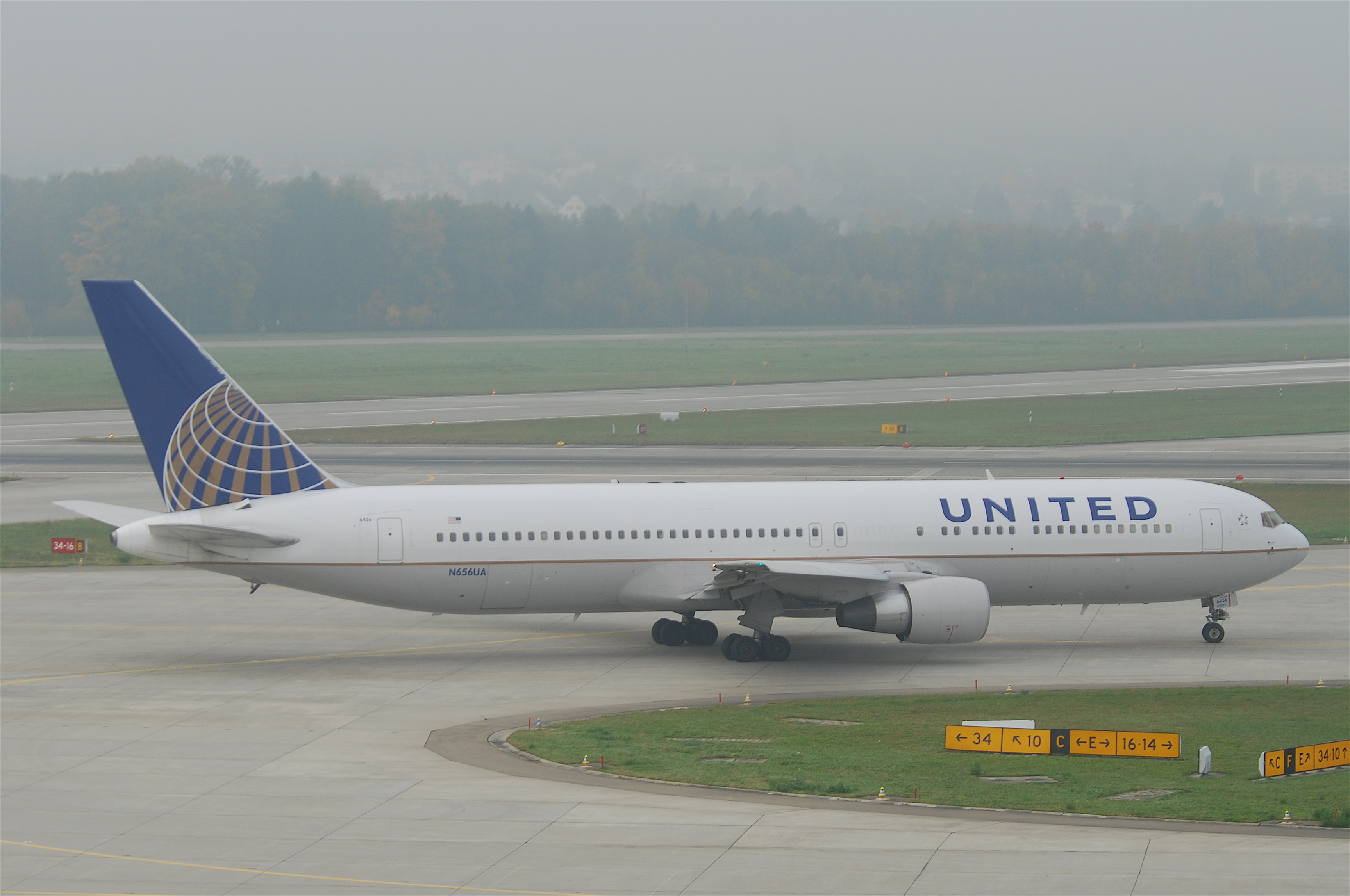
Boeing 767-300ER
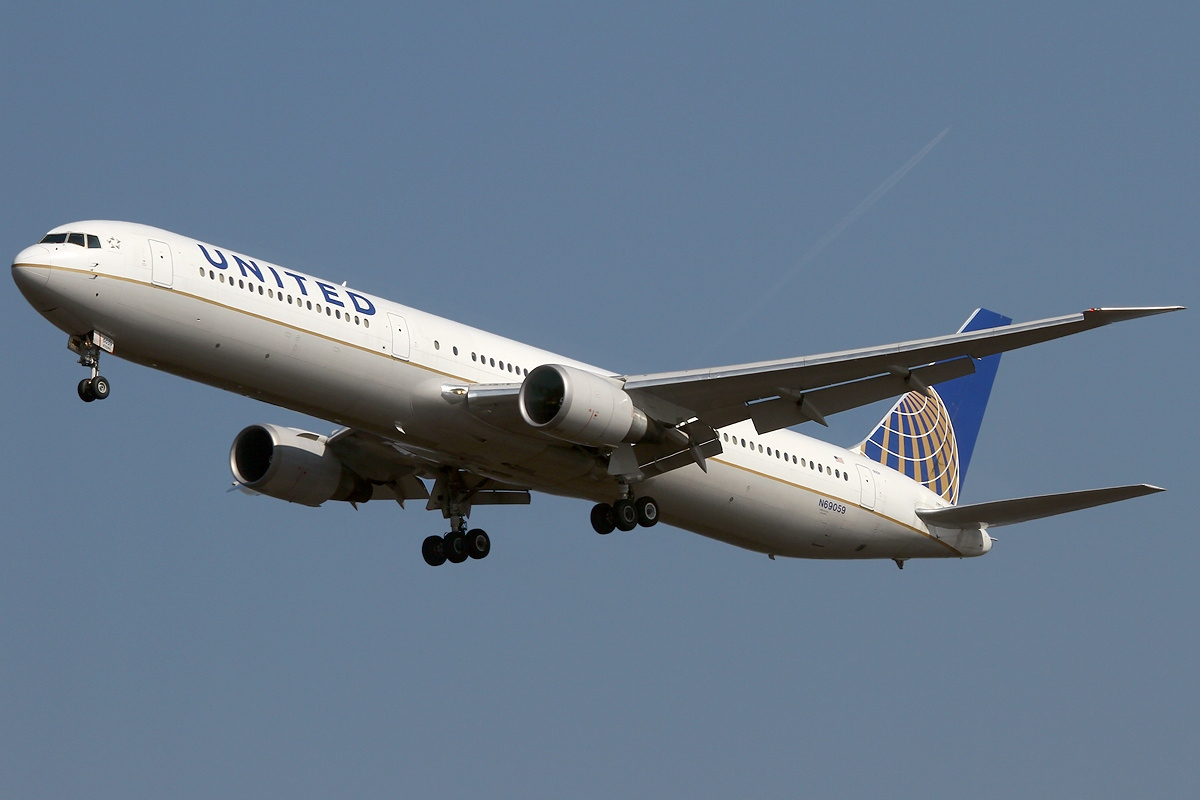
Boeing 767-400ER
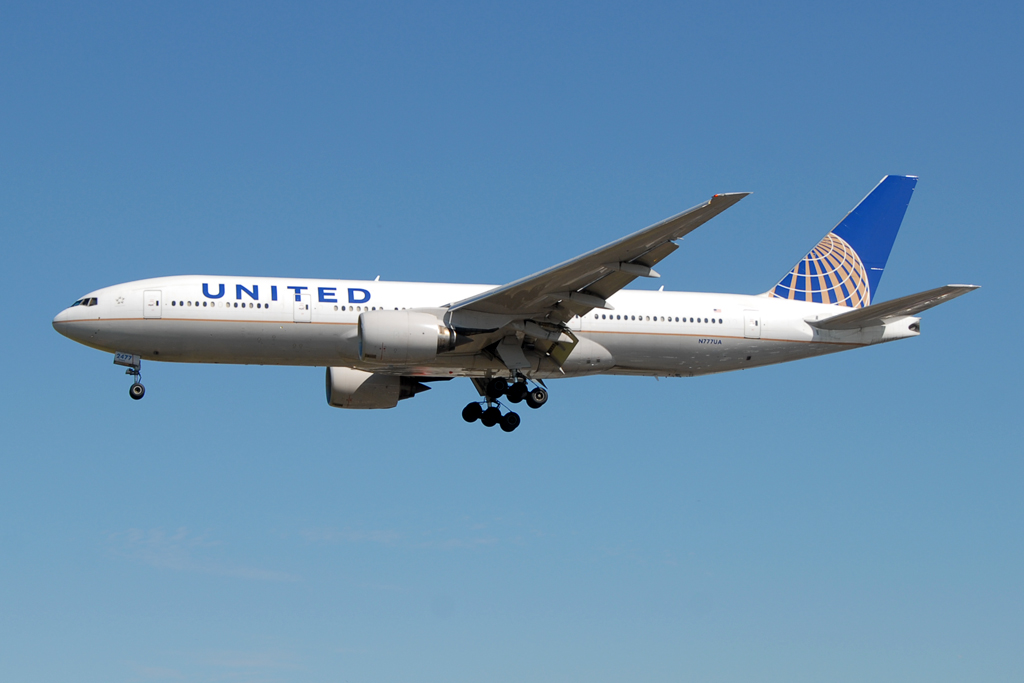
Boeing 777-200
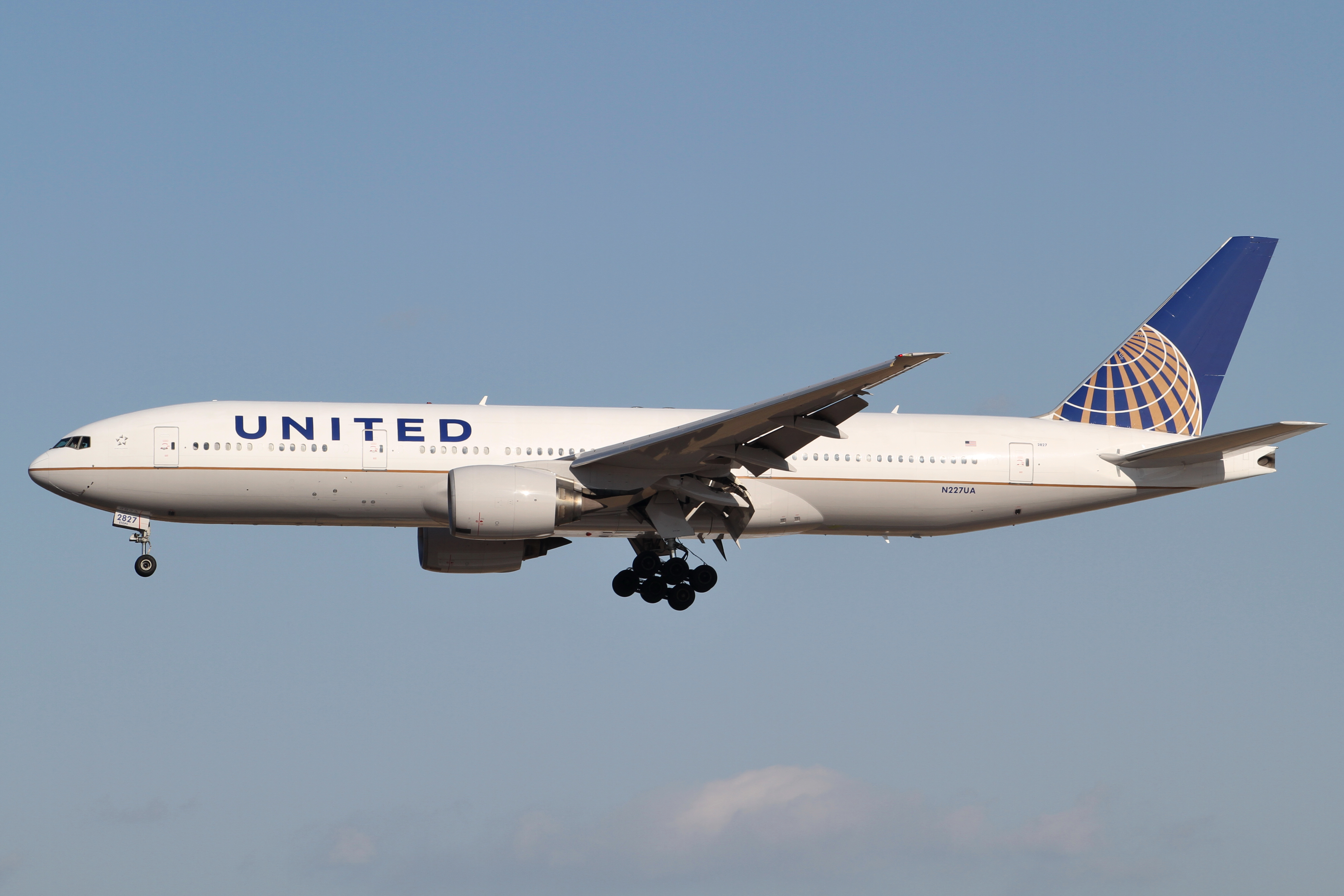
Boeing 777-200ER
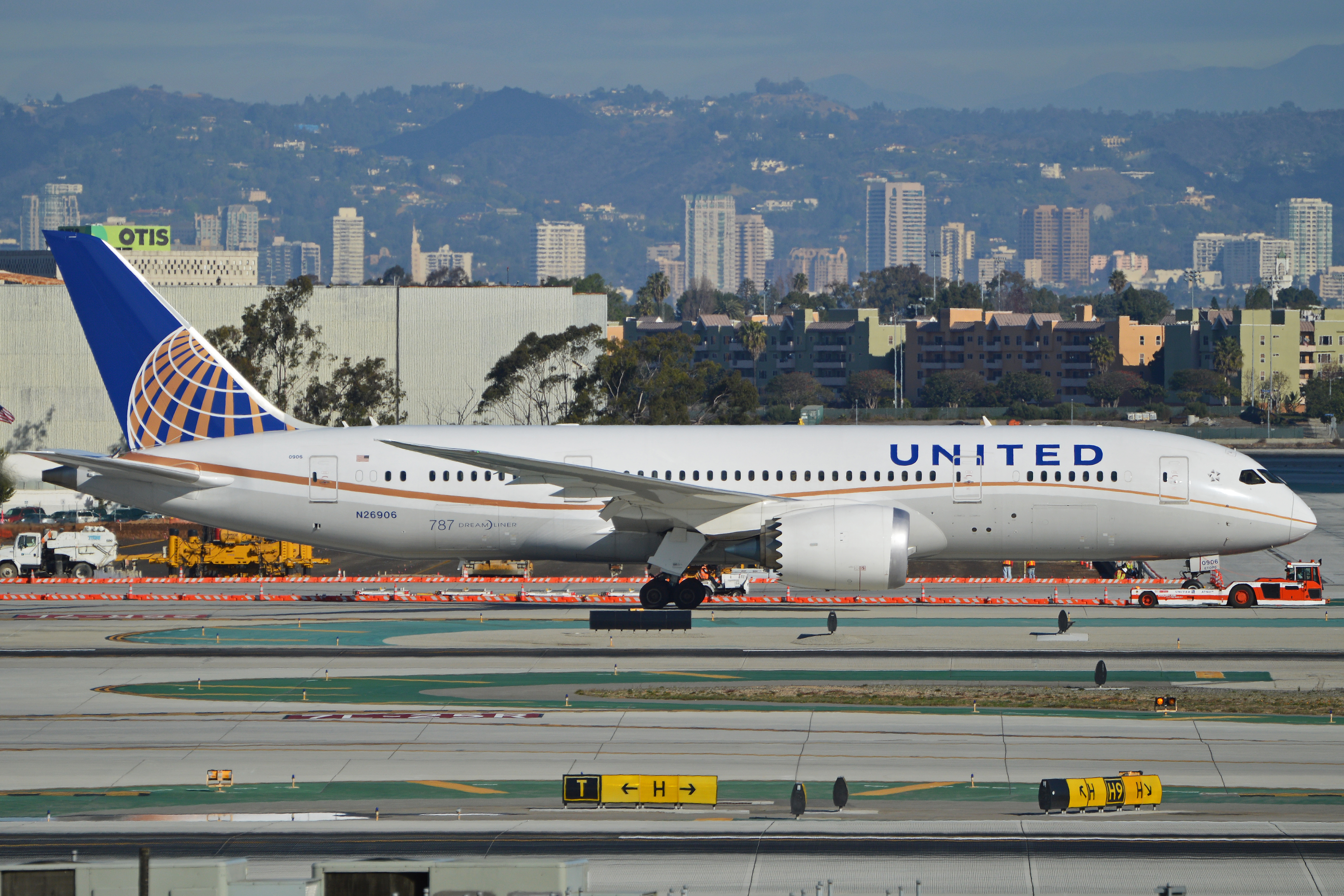
Boeing 787-8
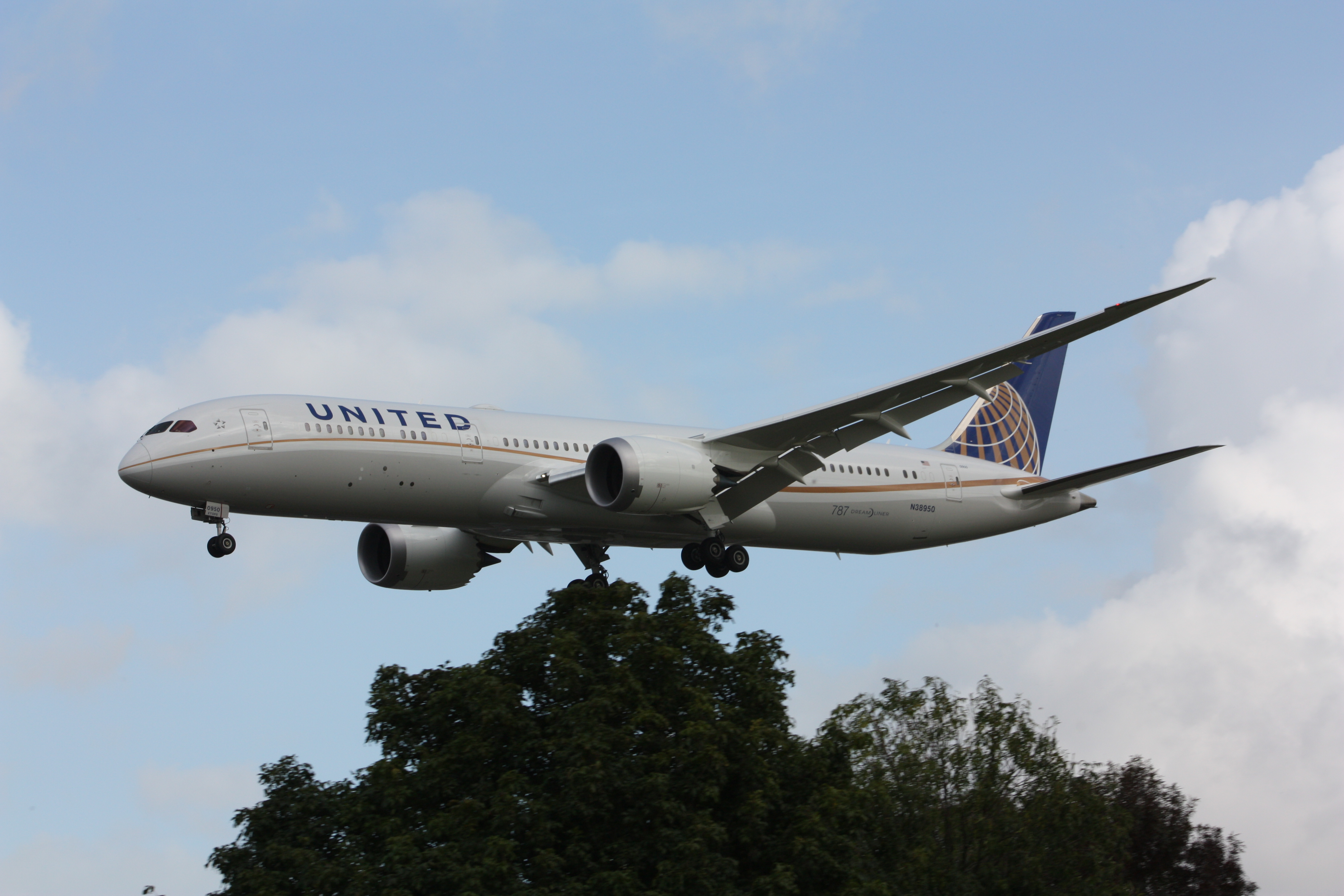
Boeing 787-9

## Инциденты и катастрофы
| Дата                  | Бортовой номер | Самолёт                    | Место                                                  | Жертвы     | Примечания |
| --------------------- | -------------- | -------------------------- | ------------------------------------------------------ | ---------- | --- |
| 10 октября 1933 года  | NC13304        | Boeing 247D                | Честертон (Индана, США)                                | 7/7        | Взрыв бомбы. Первый доказанный теракт в истории авиации. |
| 29 мая 1947 года      | NC30046        | Douglas DC-4               | аэропорт Ла-Гуардия, Нью-Йорк (Нью-Йорк, США)          | 43/48      | Выкатывание за пределы ВПП в результате ошибок экипажа |
| 24 октября 1947 года  | NC37510        | Douglas DC-6               | недалеко от аэропорта Брайс-Каньон, Гарфилд (Юта, США) | 52/52      | Потеря управления во время захода на экстренную посадку в результате пожара в хвосте |
| 17 июня 1948 года     | NC37506        | Douglas DC-6               | Маунт-Кармел, Колумбия (Пенсильвания, США)             | 43/43      | Ложное срабатывание сигнализации о пожаре и потеря дееспособности экипажа в результате высокой концентрации углекислого газа в кабине |
| 30 июня 1951 года     | N37543         | Douglas DC-6               | недалеко от Форт-Коллинса, Лаример (Колорадо, США)     | 50/50      | По неизвестным причинам отклонился от курса, врезался в гору и полностью разрушился |
| 24 августа 1951 года  | N37550         | Douglas DC-6B              | недалеко от аэропорта Окленда (Калифорния, США)        | 50/50      | Во время захода на посадку в аэропорту Окленда в результате ошибок экипажа врезался в гору и полностью разрушился |
| 6 октября 1955 года   | N30062         | Douglas DC-4               | Медисин-Боу, Карбон (Вайоминг, США)                    | 66/66      | По неизвестным причинам отклонился от маршрута и врезался в пик Медисин-Боу |
| 1 ноября 1955 года    | N37559         | Douglas DC-6B              | Лонгмонт, Уэлд (Колорадо, США)                         | 44/44      | Взрыв бомбы вскоре после вылета. |
| 30 июня 1956 года     | N6324C         | Douglas DC-7               | Большой Каньон (Аризона, США)                          | 70+58/58   | Столкнулся в воздухе с L-1049. Это столкновение полностью изменило систему безопасности в гражданской авиации. |
| 21 апреля 1958 года   | N6328C         | Douglas DC-7               | близ Лас-Вегаса (Невада, США)                          | 2+47/47    | Столкнулся в воздухе с истребителем ВВС США |
| 16 декабря 1960 года  | N8013U         | Douglas DC-8-11            | Нью-Йорк (Нью-Йорк, США)                               | 6+44+84/84 | Столкнулся в воздухе с L-1049 и упал на жилой район в результате отказа части навигационного оборудования |
| 23 ноября 1962 года   | N7430          | Vickers 745D Vicsount      | Элликотт-сити, Хауард (Мэриленд, США)                  | 17/17      | Отделение киля и потеря управления в результате столкновения с американским лебедем |
| 9 июля 1964 года      | N7405          | Vickers 745 Viscount       | Ньюпорт, Кок (Теннесси, США)                           | 39/39      | Потеря управления вследствие пожара на борту |
| 16 августа 1965 года  | N7036U         | Boeing 727-22              | озеро Мичиган (Иллинойс, США)                          | 30/30      | Пилоты неправильно интерпретировали команду диспетчеров и врезались в воду |
| 11 ноября 1965 года   | N7030U         | Boeing 727-22              | аэропорт Солт-Лейк-Сити (Юта, США)                     | 43/91      | В результате ошибок экипажа лайнер врезался в землю перед торцом ВПП, разрушился и загорелся |
| 18 января 1969 года   | N7434U         | Boeing 727-22C             | близ Лос-Анджелеса (Калифорния, США)                   | 38/38      | Отказ двигателя и обесточивание самолёта |
| 8 декабря 1972 года   | N9031U         | Boeing 737-222             | близ аэропорта Мидуэй, Чикаго (Иллинойс, США)          | 2+43/61    | В результате ошибок экипажа во время ухода на второй круг перешёл в сваливание и рухнул на жилой район |
| 28 декабря 1978 года  | N8082U         | Douglas DC-8-61            | в 11 км от аэропорта Портленда, Портленд (Орегон, США) | 10/189     | Экипаж отвлёкся на проблемы с шасси и не уследил за уровнем топлива в результате чего лайнер совершил грубую аварийную посадку в пригородном районе.                                                                                          |
| 24 февраля 1989 года  | N4713U         | Boeing 747-122             | Тихий океан, близ Гонолулу (Гавайи, США)               | 9/355      | Вскоре после отрыва от Гонолулу открылась и отделилась дверь грузового отсека в носовой части лайнера. В результате взрывной декомпрессии из салона вылетели 9 человек. Лайнер совершил успешную посадку в Гонолулу.                          |
| 19 июля 1989 года     | N1819U         | McDonnell Douglas DC-10-10 | аэропорт Гейтвей, Су-Сити (Айова, США)                 | 111/296    | Во время полёта у самолёта разрушился хвостовой двигатель № 2, в результате чего были нарушены практически все системы управления. Экипаж сумел посадить неуправляемый лайнер, но при посадке правое крыло задело землю и самолёт разрушился. |
| 3 марта 1991 года     | N999UA         | Boeing 737-291             | Колорадо-Спрингс (Колорадо, США)                       | 25/25      | При заходе на посадку заклинило руль направления в крайнем правом положении, в результате чего лайнер перекинулся вправо и свалился в штопор падая по спирали.                                                                                |
| 28 декабря 1997 года  | N4723U         | Boeing 747-122             | Тихий океан                                            | 1/393      | Во время полёта над тихим океаном попал в сильную турбулентность ясного неба. Одна пассажирка скончалась от полученных травм. |
| 11 сентября 2001 года | N612UA         | Boeing 767-222             | Манхэттен, Нью-Йорк (Нью-Йорк, США)                    | ~900+65/65 | Захваченный авиарейс. Врезался в Южную Башню ВТЦ |
| 11 сентября 2001 года | N591UA         | Boeing 757-222             | Шанксвилл (Пенсильвания, США)                          | 44/44      | Захваченный авиарейс. Предположительно должен был врезаться в Белый дом или Капитолий, но из-за сопротивления пассажиров рухнул в Пенсильвании                                                                                                |
| 20 февраля 2021 года  | N772UA         | Boeing 777-222             | Брумфилд (Колорадо, США)                               | 0/241      | Вскоре после взлёта взорвался двигатель № 2 и была повреждена обшивка самолёта. Лайнер успешно вернулся в аэропорт. |

## Mileage Plus
«Mileage Plus» — действующая бонусная программа «United Airlines», существующая с 1981 года. Является второй программой такого рода в мире, созданной всего через неделю после AAdvantage.
Мили, набранные по программе, могут быть использованы для заказа билетов, повышения класса обслуживания, аренды автомобилей бесплатно или со скидкой, бронирования мест в гостиницах, приобретения различных товаров и услуг.